# Торговцев, Филипп Андреевич
Филипп Андреевич Торговцев (1911—1944) — лейтенант Рабоче-крестьянской Красной Армии, участник Великой Отечественной войны, Герой Советского Союза (1945).

## Биография
Филипп Торговцев родился 15 июня 1911 года в селе Дуброво (ныне — Собинский район Владимирской области). После окончания в 1937 году Московского педагогического института работал учителем. В 1941 году Торговцев был призван на службу в Рабоче-крестьянскую Красную Армию. С февраля 1942 года — на фронтах Великой Отечественной войны.
К сентябрю 1944 года лейтенант Филипп Торговцев командовал батареей 1326-го лёгкого артиллерийского полка 71-й лёгкой артиллерийской бригады 5-й гвардейской артиллерийской дивизии прорыва 2-го Украинского фронта. Отличился во время освобождения Румынии. 27-29 сентября 1944 года батарея Торговцева отразила ряд немецких контратак в районе населённого пункта Малаешты в 25 километрах к юго-западу от города Хуши, нанеся противнику большие потери. 20 октября 1944 года Торговцев погиб в бою. Похоронен в венгерском городе Кишуйсаллаш.
Указом Президиума Верховного Совета СССР от 24 марта 1945 года лейтенант Филипп Торговцев посмертно был удостоен высокого звания Героя Советского Союза. Также был награждён орденами Ленина, Красного Знамени, Отечественной войны 1-й и 2-й степеней, рядом медалей.